# Аббасбейлі
Аббасбейлі (азерб. Abbasbəyli) — село в Ґазахському районі Азербайджану.
Колишня назва Дахарбейлі. Топонім походить від імені роду Аббасбейлі з села Демірчілер, в 19 столітті.